# Matthew Barney
Matthew Barney (ur. 25 marca 1967 w San Francisco) – amerykański artysta sztuki współczesnej i reżyser filmowy, zajmujący się rzeźbą, filmem, fotografią i rysunkiem. Jego prace eksplorują powiązania między geografią, biologią, geologią i mitologią, a także dotykają tematów konfliktu i porażki. Jego wczesne prace to instalacje rzeźbiarskie połączone z performansem i wideo. W latach 1994–2002 stworzył Cremaster, serię pięciu filmów opisanych w „The Guardian” jako „jedno z najbardziej pomysłowych i błyskotliwych osiągnięć w historii kina awangardowego”.

## Wczesne lata
Urodził się i mieszkał do 7 roku życia w San Francisco w Kalifornii jako młodsze z dwójki dzieci Marshy Gibney, artystki malarki, i Roberta Barneya, administratora usług cateringowych. Miał starszą siostrę Tracy. W latach 1973–1985 mieszkał w Boise w Idaho, gdzie jego ojciec dostał pracę jako administrator usług gastronomicznych na Boise State University i gdzie uczęszczał do szkoły podstawowej, gimnazjum i liceum. Jego rodzice rozwiedli się, a matka, przeniosła się do Nowego Jorku, gdzie ją często odwiedzał. To tam po raz pierwszy został wprowadzony na scenę artystyczną.
Jako nastolatek, Barney grywał w szkolnej drużynie futbolu amerykańskiego. Stało się to początkiem jego zainteresowań budową i rozwojem własnej tężyzny fizycznej. W 1989 ukończył studia na wydziale sztuki Uniwersytetu Yale w New Haven, gdzie wykonał swoją pierwszą pracę na uczelnianą wystawę Field Dressing (1989) w Payne Whitney Athletic Complex. Była to przestrzenna instalacja łącząca sztukę performance’u, wideo i rzeźby. Ukazywała sport w jego fizycznym aspekcie poprzez zasugerowanie fetyszystycznego charakteru wybranych sportowych przyrządów oraz wytrwałości w ćwiczeniu.

## Kariera
Po ukończeniu Yale w 1989 przeniósł się do Nowego Jorku, gdzie przez krótki czas korzystał ze studia na Brooklynie. Następnie przeprowadził się do pracowni przy ulicy Leroy w Greenwich Village, którą dzielił z zaprzyjaźnionym w Yale rzeźbiarzem Michaelem Reesem. W Nowym Jorku został zatrudniony jako model katalogowy przez agencję modelingową Click, której klientami byli między innymi Ralph Lauren i J. Crew, a pieniądze zarobione na modelingu wykorzystał na sfinansowanie swoich artystycznych poszukiwań.
W 1990 brał udział w kilku wystawach zbiorowych w nowojorskiej galerii Althea Viafora. W 1991 zaprezentował swoją pierwszą indywidualną wystawę w Barbara Gladstone Gallery i został uhonorowany indywidualną wystawą w Muzeum Sztuki Współczesnej w San Francisco. W latach 1995–1996 w Europie prezentowano indywidualną wystawę jego prac, którą zorganizowało Museum Boijmans Van Beuningen w Rotterdamie. Barney był następnie włączany do wielu międzynarodowych wystaw, takich jak documenta 9 w Kassel (1992); wystawy Biennale 1993 i 1995 w nowojorskim Whitney Museum of American Art; oraz Aperto ’93 na 48. Biennale w Wenecji, gdzie przyznano mu nagrodę Europa 2000. Rok 1996 przyniósł Barneyowi nagrodę fundowaną przez Hugo Bossa, przyznawaną przez Muzeum Guggenheima w Nowym Jorku.

## Twórczość
Reprezentuje go nowojorska Barbara Gladstone Gallery. Swoje prace prezentował m.in. w prestiżowym Guggenheim Museum SoHo, w galeriach Nowego Jorku, Kassel, Wenecji, Kolonii i Paryża.
Amerykański tygodnik „Newsweek” nazwał go przedstawicielem androginii i nowej dekadencji, niemiecki „Der Spiegel” nazwał go „showmanem mutantów”. Jedynie naczelny krytyk „New York Times” – Michael Kimmelmann w artykule aklamował jego postać na głównego artystę pokolenia.
Matthew Barney obrał własną osobę, a w szczególności ciało jako perfekcyjny obiekt autoerotycznej sztuki. Jego własna osoba to podmiot i przedmiot działań artystycznych. Ciało dla Barneya stało się „czymś więcej” po tym, jak na rok przed rozpoczęciem nauki na wydziale sztuki Uniwersytetu Yale studiował przez rok medycynę. Stało się ono dla niego idealnym instrumentem biologicznym, a także narzędziem rzeźbiarskim. Dodatkowo na te poglądy miał wpływ okres dojrzewania – marzył wówczas o karierze zawodowego gracza futbolu amerykańskiego – oraz praca fotomodela, którą zarabiał na życie i dzięki której poznał granice swojej wytrzymałości fizycznej. W latach 1988–1993 powstała jego seria Drawing Restraint, w której podejmuje temat transcendencji ograniczeń własnego ciała. Seria ta polegała na inscenizacji sytuacji zmuszających artystę do ekstremalnych wysiłków. Na przykład rysował na ścianach galerii rękami związanymi lateksowymi, chirurgicznymi wężami. Były to próby eksploracji możliwości aktu twórczego w krańcowych warunkach. Pokonywał słabości, eksponując i ćwicząc silną wolę zawartą w zdrowym „barneyowskim ciele”, oraz wznosił ducha pokonującego niewyobrażalne bariery i opory materii.
Podstawowymi tematami multimedialnych akcji i instalacji artysty stały się przedmioty i narządy płciowe oraz wysiłek sportowy porównywany z wysiłkiem płciowym, szwajcarski dziennik „Neue Zürcher Zeitung” określił to jako „postfreudowski narcyzm”.

### Substancja barneyowska
Artysta w swojej sztuce powraca do motywu niezwykłej substancji przypominającej swoją konsystencją wazelinę. Jest to niestabilna substancja (jeśli chodzi o stan skupienia), którą wymyślił i często wykorzystuje w bardzo nietypowy sposób. Raz jest to metafora śluzu kanału rodnego kobiety („Cremaster”), innym razem w płynnej postaci odmierza czas wykonywania zadań („Cremaster”), a czasem staje się materiałem o stałej konsystencji będącym budulcem rzeźb fetyszy i gadżetów, a także ram do obrazów i fragmentów dekoracji. Składa się z mieszanki wazeliny, pszczelego wosku, skrobi i soli kuchennej.
Substancja ta świetnie odzwierciedla podstawową regułę artystycznej gry Barneya, która głosi, że „forma może tylko wtedy przybrać postać lub ją zmienić, kiedy zmuszona jest do pokonania oporu...” (Nancy Spector, kustosz Muzeum Guggenheima w Nowym Jorku).

## Życie prywatne
W latach 2000–2013 był związany z islandzką piosenkarką Björk, z którą ma córkę Isadorę (ur. 4 października 2002). Mieszka i pracuje w Nowym Jorku.

### Realizacje filmowe
- Drawing Restraint 7 (1993) – reżyseria, montaż, producent, scenariusz
- Cremaster 4 (1995) – producent, scenariusz, reżyser
- Cremaster 1 (1996) – scenarzysta, reżyser, producent
- Cremaster 5 (1997) – producent, scenariusz, reżyseria
- Cremaster 2 (1999) – reżyser, producent, scenariusz
- Cremaster 3 (2002) – reżyser, producent, scenariusz
- Drawing Restraint 9 (2005) – reżyseria, montaż, producent, scenariusz
- Destricted (2006) – reżyser

## Nagrody
- 1996: Hugo Boss Prize, Muzeum Guggenheima w Nowym Jorku[15]
- 2000: Europa 2000 na 45. Biennale w Wenecji[15]
- 2000: James D. Phelan Art Award in Video, Bay Area Video Coalition w San Francisco[15]
- 2001: Glen Dimplex Artists Award, Irish Museum of Modern Art[15]
- 2007: Kaiser Ring Award, Museum für moderne Kunst w Goslar[15]